# Ranulf II
Ranulf II van Poitiers (ca. 850 - 5 augustus 890) was een praktisch onafhankelijke hertog van Aquitanië.
Ranulf werd in 866 graaf van Poitou als opvolger van zijn vader Ranulf I van Aquitanië. In 868 werd hij door de opstandige Bernhard van Septimanië uit Poitou verjaagd en vluchtte hij met zijn broers naar Lodewijk de Stamelaar die toen koning van Aquitanië was. Pas in 878 wist hij Poitou weer terug te krijgen. Ranulf gaf op zijn beurt Lodewijks zoon Karel de Eenvoudige een veilig onderdak en zorgde voor zijn opvoeding. In 882 leverde hij strijd tegen de Vikingen bij Brillac en werd verslagen.
Ranulf werd in 887 benoemd tot hertog van Aquitanië. Hij steunde Guido van Spoleto in zijn poging om koning van West-Francië te worden. Toen Odo I van Frankrijk koning was geworden weigerde Ranulf hem te erkennen, en riep zichzelf uit tot koning van Aquitanië. Hij creëerde een stelsel van burggraafschappen om zijn gebied te kunnen verdedigen. In 889 probeerde Odo om Ranulf door een veldtocht te onderwerpen maar Ranulf wist deze aanval af slaan. Ranulf stierf op 5 augustus 890 volgens sommige bronnen in gevecht met de Vikingen, volgens andere bronnen omdat hij vergiftigd was in opdracht van Odo.
Ranulf was zoon van Ranulf I van Aquitanië en Bilchildis van Maine. Hij was gehuwd met Ermengarde maar zijn zoon Ebalus Manzer was geboren uit een buitenechtelijke relatie met een onbekende vrouw. Ebalus´ bijnaam Manzer heeft aanleiding gegeven tot speculatie onder genealogen. Manzer is een bijnaam die in Zuid–Frankrijk nog een enkele keer voorkomt, en steeds bij een bastaard. Het woord heeft echter geen betekenis in een lokale taal van die tijd, maar wel in het Hebreeuws waar het bastaard zou betekenen. Hieraan wordt soms de speculatieve conclusies verbonden dat Ebalus moeder van Joodse afkomst zou zijn.

## Voorouders
| Voorouders van Ebalus van Aquitanië | Voorouders van Ebalus van Aquitanië                                | Voorouders van Ebalus van Aquitanië                                | Voorouders van Ebalus van Aquitanië                                | Voorouders van Ebalus van Aquitanië                                | Voorouders van Ebalus van Aquitanië                                | Voorouders van Ebalus van Aquitanië                                | Voorouders van Ebalus van Aquitanië                                | Voorouders van Ebalus van Aquitanië                                |
| ----------------------------------- | ------------------------------------------------------------------ | ------------------------------------------------------------------ | ------------------------------------------------------------------ | ------------------------------------------------------------------ | ------------------------------------------------------------------ | ------------------------------------------------------------------ | ------------------------------------------------------------------ | ------------------------------------------------------------------ |
| Overgrootouders                     | Adelmus van Autun (-) ∞ Alba (-)                                   | Adelmus van Autun (-) ∞ Alba (-)                                   | Lodewijk de Vrome (778-840) ∞ Ermengarde van Haspengouw (778-818)  | Lodewijk de Vrome (778-840) ∞ Ermengarde van Haspengouw (778-818)  | ? (-) ∞ ? (-)                                                      | ? (-) ∞ ? (-)                                                      | ? (-) ∞ ? (-)                                                      | ? (-) ∞ ? (-)                                                      |
| Grootouders                         | Gerard van Auvergne (795-841) ∞ Rotrude (ca. 800-?)                | Gerard van Auvergne (795-841) ∞ Rotrude (ca. 800-?)                | Gerard van Auvergne (795-841) ∞ Rotrude (ca. 800-?)                | Gerard van Auvergne (795-841) ∞ Rotrude (ca. 800-?)                | ? (-) ∞ ? (-)                                                      | ? (-) ∞ ? (-)                                                      | ? (-) ∞ ? (-)                                                      | ? (-) ∞ ? (-)                                                      |
| Ouders                              | Ranulf I van Aquitanië (820-866) ∞ Bilchildis van Maine (ca. 830-) | Ranulf I van Aquitanië (820-866) ∞ Bilchildis van Maine (ca. 830-) | Ranulf I van Aquitanië (820-866) ∞ Bilchildis van Maine (ca. 830-) | Ranulf I van Aquitanië (820-866) ∞ Bilchildis van Maine (ca. 830-) | Ranulf I van Aquitanië (820-866) ∞ Bilchildis van Maine (ca. 830-) | Ranulf I van Aquitanië (820-866) ∞ Bilchildis van Maine (ca. 830-) | Ranulf I van Aquitanië (820-866) ∞ Bilchildis van Maine (ca. 830-) | Ranulf I van Aquitanië (820-866) ∞ Bilchildis van Maine (ca. 830-) |
| Ranulf II van Poitiers (850-890)    |                                                                    |                                                                    |                                                                    |                                                                    |                                                                    |                                                                    |                                                                    |                                                                    |